# Narracja
Istnieją dwa ściśle powiązane rozumienia tego pojęcia, rozróżniane jednak w językach obcych:

## Narracja jako opowiadanie
Narracja (łac. narratio „opowiadanie”) – zbiór wszystkich elementów tekstu składających się na fabułę, reguł (przy pomocy których te elementy są łączone) i zasad, według których elementy te generują u odbiorcy poczucie obcowania z fabułą. W tym rozumieniu narracja pozostaje w opozycji do dyskursu – stanowi niejęzykową warstwę tekstu (nie tylko literackiego, ale także filmowego, fotograficznego, komiksowego). Tak rozumiana narracja jest przedmiotem badań w narratologii. W tym przypadku wyraz ma liczbę mnogą (np. mówi się o „narracjach historycznych”, czyli sposobach kształtowania fabuł historycznych). Synonimem tak rozumianej narracji jest opowiadanie (rozumiane szeroko, a nie jako gatunek) czy fabuła (rozumiana technicznie, a nie jako fikcja).

### Źródła pojęcia
Pierwsza definicja tak rozumianej narracji pochodzi z Poetyki Arystotelesa: narracja to opowieść posiadająca początek, środek i koniec oraz wiążący je główny wątek. Inni teoretycy dodają do tej definicji warunek istnienia postępu w czasie, związku przyczynowo-skutkowego między opisywanymi zdarzeniami oraz istnienia świata zamieszkanego przez agensów, których działania mają efekty.

## Narracja jako reguły językowego kształtowania opowiadania
Narracja w drugim rozumieniu to sposób językowego ujmowania przedstawianych w tekście zdarzeń (narracja jako element dyskursu). W tym rozumieniu pojęcie dotyczy wyłącznie tekstów literackich bądź elementów językowych włączanych do innych mediów (np. dialogi i napisy w filmie i komiksie), a badania nad nim koncentrują się wokół rozpoznawania rodzajów narratora, który jest bardzo istotny.

## Narracja historyczna
Termin narracja historyczna pojawił się w teorii historiografii w ramach tzw. zwrotu lingwistycznego (linguistic turn). Historycy tacy jak Hayden White nadali mu obecne rozumienie.

## Schemat bajki[1]
Edmund Leach i Algirdas Greimas zaproponowali w narracji schemat bajki. Jego składowe to:
1. Podmiot – bohater.
2. Przedmiot – cel, dążenie.
3. Przeciwnik – główna trudność.
4. Pomocnik, wsparcie – ktoś lub coś, co daje bohaterowi dodatkową siłę.
5. Darczyńca – postać, która wysyła bohatera w podróż, daje mu wiedzę, motywację.
6. Obdarowany – może być nim bohater.